# Zinèbe
Le zinèbe  est une substance active de produit phytosanitaire (ou produit phytopharmaceutique, ou pesticide), qui présente un effet fongicide, et qui appartient à la famille chimique des carbamates.

## Réglementation
Sur le plan de la réglementation des produits phytopharmaceutiques :
- pour l’Union européenne : cette substance active est interdite à la suite de l'examen relatif à l'inscription à l’annexe I de la directive 91/414/CEE, en application de la décision communautaire 2001/245/CE du 28 mars 2001.
- pour la France : cette substance active n'est pas autorisée dans la composition de préparations bénéficiant d’une autorisation de mise sur le marché. L'avis paru au Journal officiel du 22 février 2006 retire les autorisations de mise sur le marché des produits phytopharmaceutiques contenant de l'endosulfan, pour tous les usages agricoles et non agricoles, avec un délai d'écoulement des stocks jusqu'au 22 septembre 2002 pour la distribution et l'utilisation.

## Caractéristiques physico-chimiques
Les caractéristiques physico-chimiques dont l'ordre de grandeur est indiqué ci-après, influencent les risques de transfert de cette substance active vers les eaux, et le risque de pollution des eaux :
- Hydrolyse à pH 7 : instable,
- Solubilité : 10 mg·L-1,
- Coefficient de partage carbone organique-eau : 601 cm3·g-1. Ce paramètre, noté Koc, représente le potentiel de rétention de cette substance active sur la matière organique du sol. La mobilité de la matière active est réduite par son absorption sur les particules du sol.
- Durée de demi-vie : 1 jour. Ce paramètre, noté DT50, représente le potentiel de dégradation de cette substance active, et sa vitesse de dégradation dans le sol.
- Coefficient de partage octanol-eau : 1,3. Ce paramètre, noté log Kow ou log P, mesure l’hydrophilie (valeurs faibles) ou la lipophilie (valeurs fortes) de la substance active.

## Écotoxicologie
Sur le plan de l’écotoxicologie, les concentrations létales 50 (CL50) dont l'ordre de grandeur est indiqué ci-après, sont observées :
- CL50 sur poissons : 2 mg·L-1,
- CL50 sur daphnies : 0,97 mg·L-1,
- CL50 sur algues : 1,8 mg·L-1.

## Toxicité pour l'homme
Sur le plan de la toxicité pour l’Homme, la dose journalière acceptable (DJA) est de l’ordre de : 0,03 mg·kg-1·j-1.